# Juan Odilón Martínez García

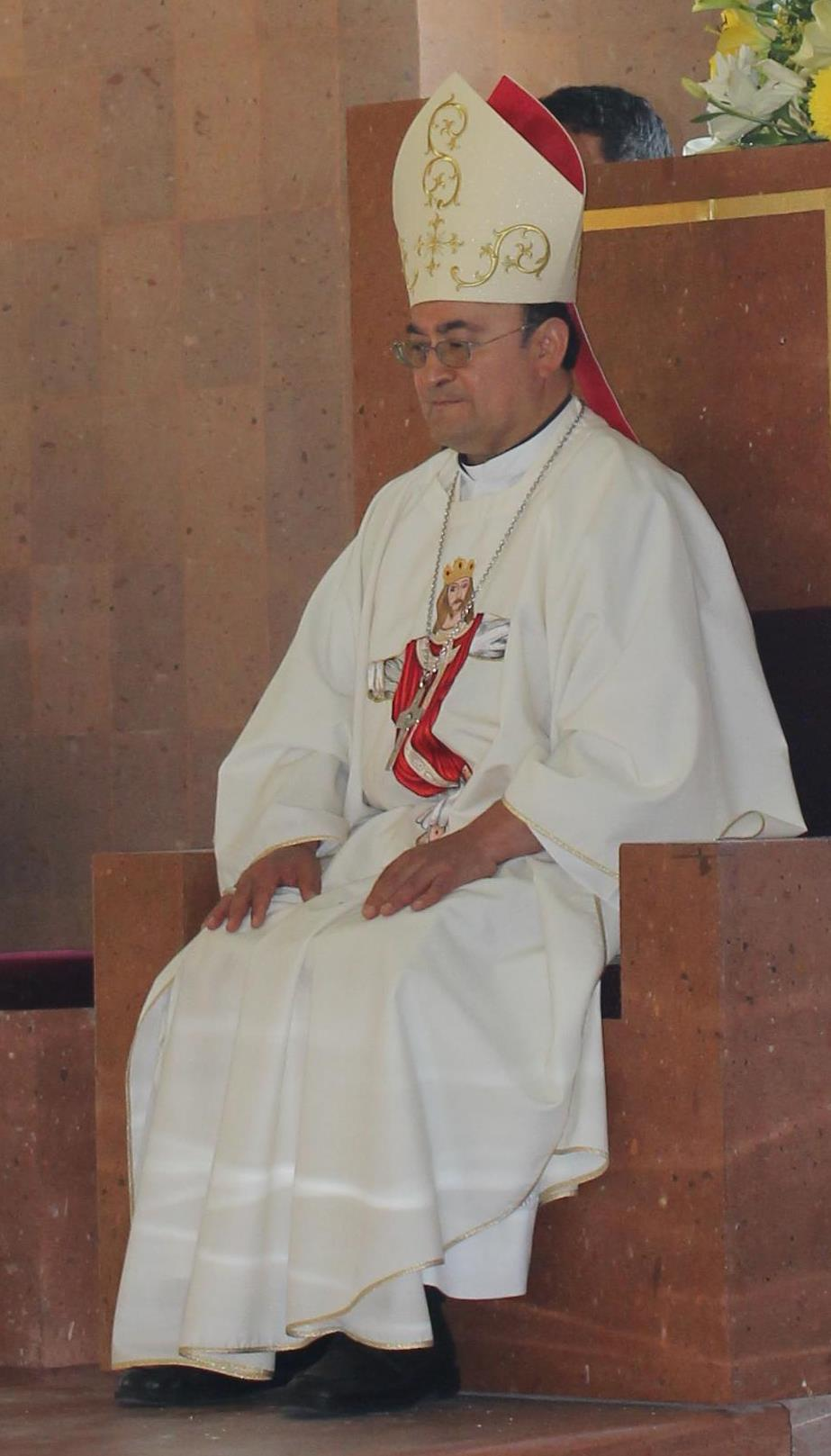
Juan Odilón Martínez García (2015)

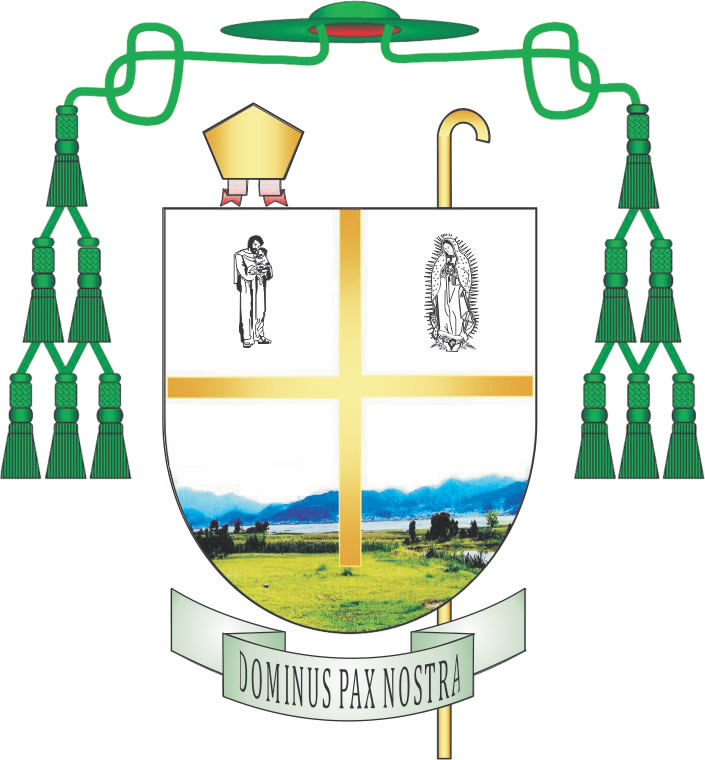
Bischofswappen von Juan Odilón Martínez García

Juan Odilón Martínez García (* 29. April 1949 in Santa Ana Ixtlahuatzingo, Bundesstaat México) ist ein mexikanischer römisch-katholischer Geistlicher und emeritierter Bischof von Atlacomulco.

## Leben
Juan Odilón Martínez García besuchte zuerst das Colegio Pío Gregoriano in Tenancingo de Degollado und ab Januar 1964 das Kleine Seminar in Toluca. Danach studierte er von 1967 bis Juli 1970 Philosophie und anschließend Katholische Theologie am Priesterseminar in Toluca. Daneben erhielt er 1972 die Tonsur und die niederen Weihen. Er wurde im Januar 1974 zum Diakon geweiht und empfing am 29. Juni desselben Jahres durch den Bischof von Toluca, Arturo Vélez Martínez, das Sakrament der Priesterweihe für das Bistum Toluca.
Nach der Priesterweihe war Martínez García zunächst als Pfarrvikar in Atlacomulco und in der Pfarrei San Francisco de Asís in Valle de Bravo tätig. Anschließend wirkte er zuerst als Pfarrer in Malacota und später in Capultitlán. Ab 1981 war er in der Priesterausbildung am Priesterseminar in Toluca tätig, an dem er auch Philosophie lehrte. Daneben spezialisierte er sich von 1986 bis 1988 an der Universidad Pontificia de México im Fach Philosophie. Ab Januar 1997 fungierte Martínez García als Regens des Priesterseminars in Toluca.
Papst Benedikt XVI. ernannte ihn am 30. April 2010 zum Bischof von Atlacomulco. Die Bischofsweihe spendete ihm der Erzbischof von Guadalajara, José Francisco Kardinal Robles Ortega, am 16. Juli desselben Jahres in der Kirche des Priesterseminars in Atlacomulco; Mitkonsekratoren waren Erzbischof Christophe Pierre, Apostolischer Nuntius in Mexiko, und Norberto Kardinal Rivera Carrera, Erzbischof von Mexiko-Stadt. Sein Wahlspruch Dominus pax nostra („Der Herr ist unser Friede“) stammt aus Eph 2,14 .
Am 3. Juli 2024 nahm Papst Franziskus das altersbedingte Rücktrittsgesuch von Juan Odilón Martínez García an.